# La Roche-en-Ardenne
La Roche-en-Ardenne é uma cidade e um município da Bélgica localizado no distrito de Marche-en-Famenne, província de Luxemburgo, região da Valônia.